# Ben Slock
Ben Slock (Westdorpe, 1937) is een Nederlands beeldhouwer.
Slock is zoon van kunstenaar Ferdinand Slock en Angêle de Cooker. Hij studeerde 23 juni 1976 af aan de Academie voor Beeldende Vorming te Tilburg.
Ben Slock werkte als docent aan de middelbare school.
Slock heeft een bescheiden collectie opgebouwd. Hij gebruikte voor zijn kunstwerken diverse materialen, zoals hout, klei, gips, steen, brons en metaal. Hij maakte zeer robuuste werken, maar ook kleinere en meer gedetailleerde kunstvoorwerpen.

## Beelden

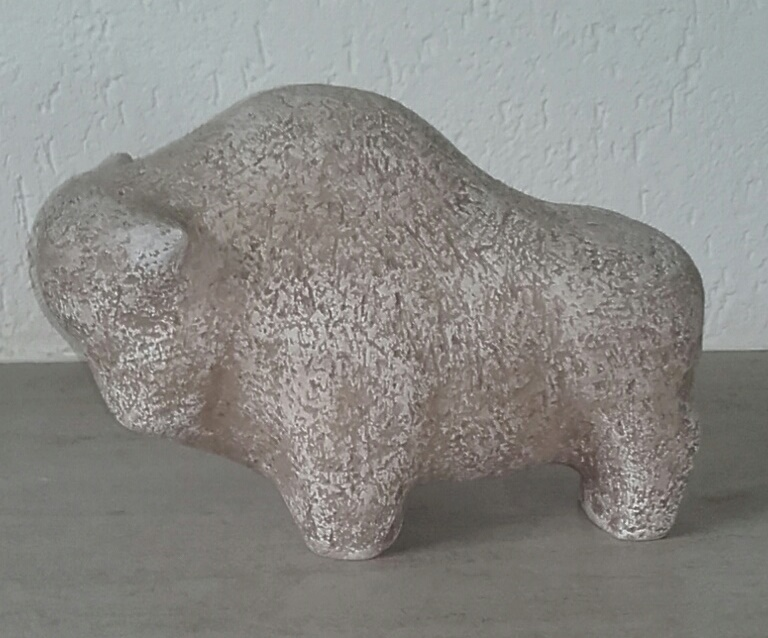
Bizon, 1975
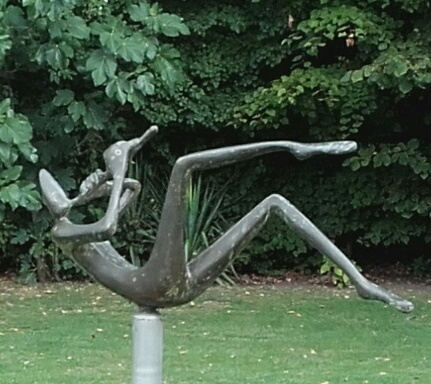
Fluitspeler, tuinbeeld.
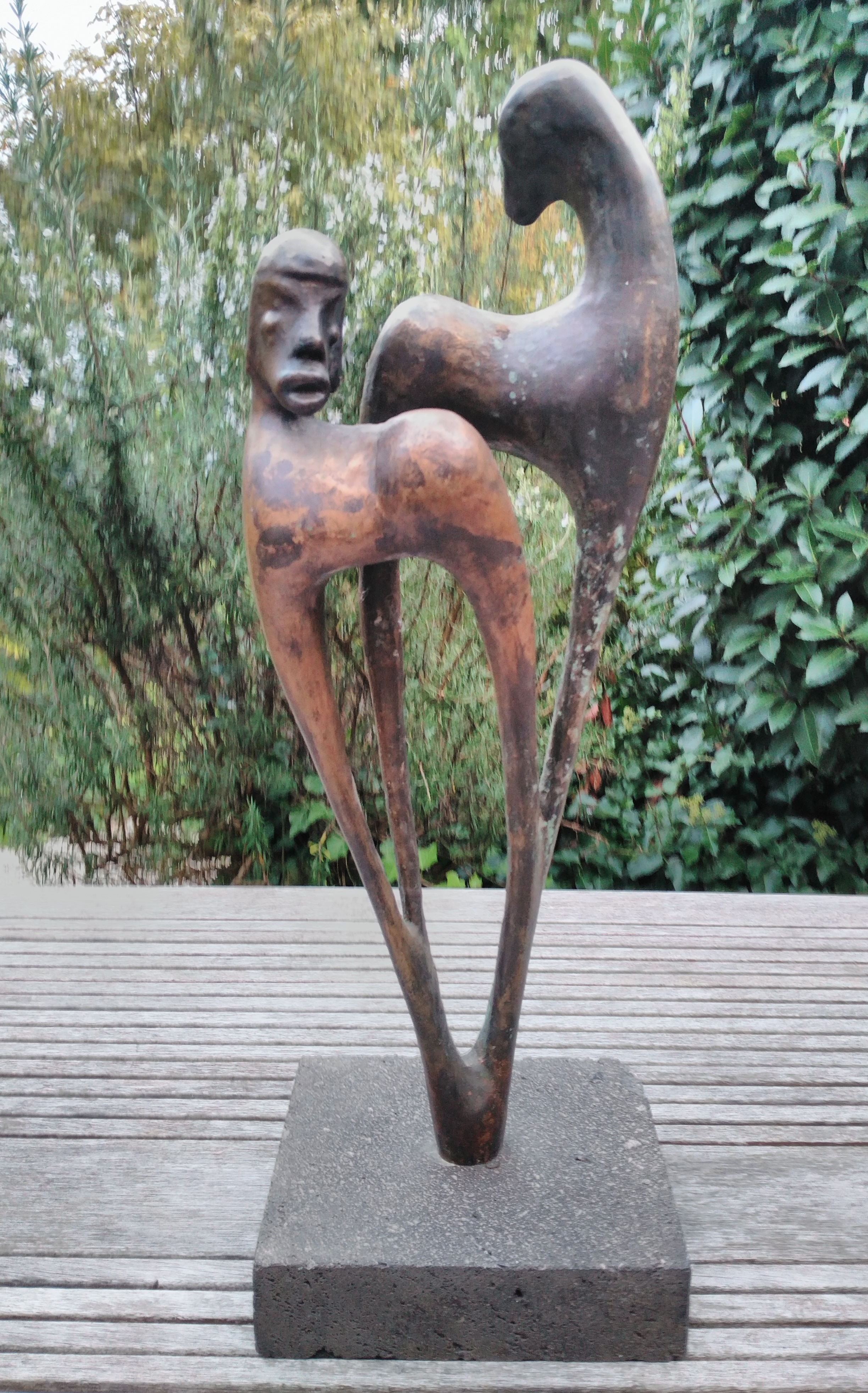
Paard, huwelijkscadeau
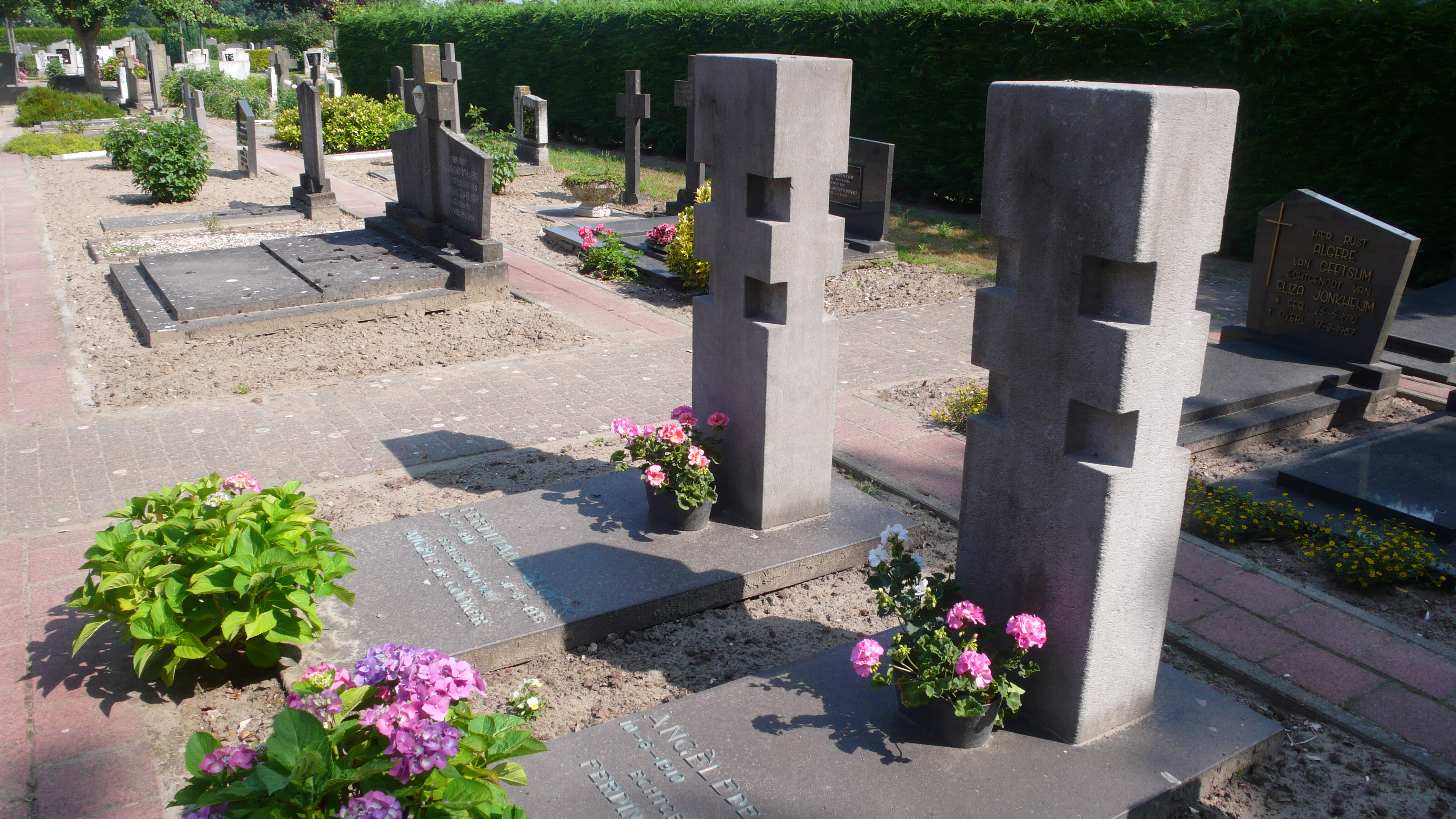
Twee grafstenen te Westdorpe

## Werk in de openbare ruimte

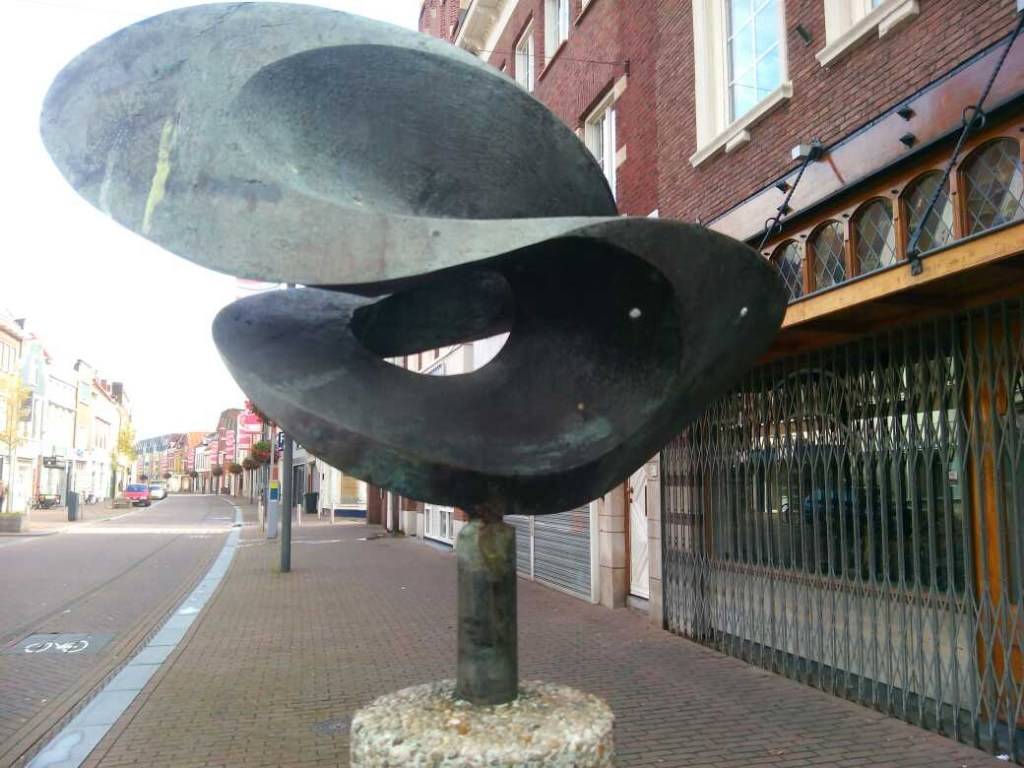
Dynamiek en continuïteit (1974) - Molenstraat 53, Roosendaal
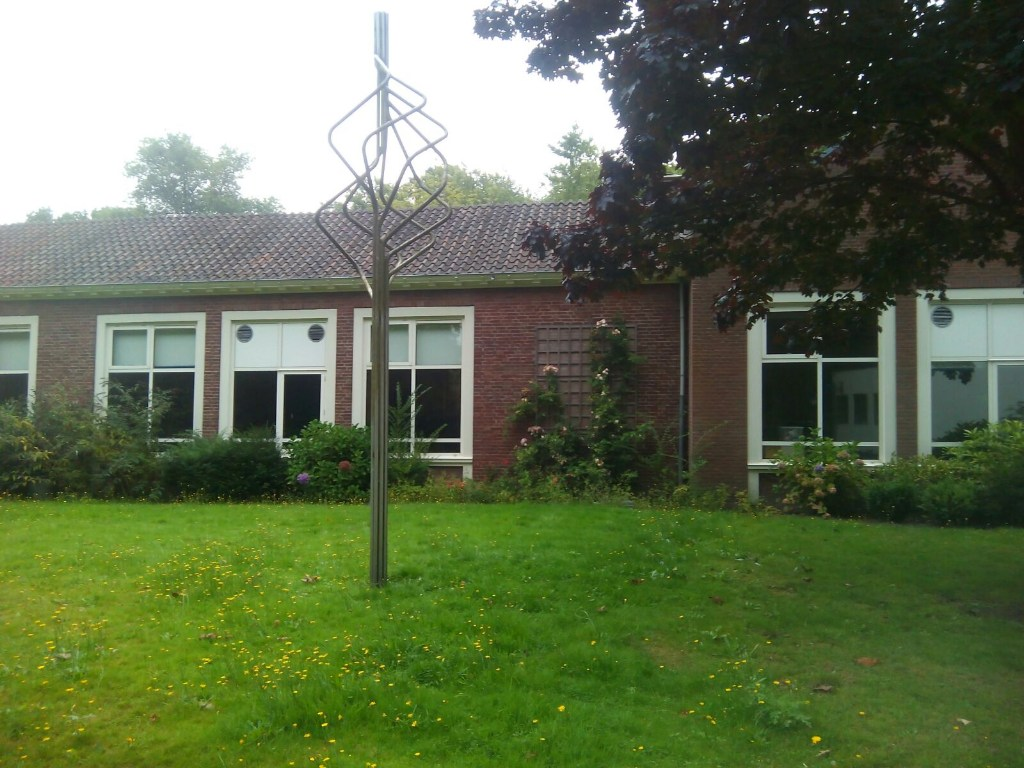
Verbinding (1985) - Fatima school, Doctor Schaepmanlaan 101, Roosendaal